# Daviesia angulata
Daviesia angulata är en ärtväxtart som beskrevs av George Bentham. Daviesia angulata ingår i släktet Daviesia, och familjen ärtväxter. Inga underarter finns listade i Catalogue of Life.